# 苏叶
苏叶（1949年—），原名苏必显，祖籍湖南湘西，出生于江苏南京，中国散文家，中国作家协会会员。毕业于南京大学。

## 生平
1949年，苏叶出生于江苏南京。
1965年，苏叶从南京四中毕业后辈江苏戏剧学校录取，1970年毕业后在江苏省歌舞团合唱队任职。
1972年，苏叶被调职到南京电影制片厂当电影解说员、电影文学编辑员、编剧。
1979年，苏叶开始向文学界发表自己的作品。
1981年，苏叶加入了中国作家协会。
1989年，苏叶毕业于南京大学中文系。

## 作品

### 散文集
- 《总是难忘》
- 《能不忆江南》
- 《苏叶散文自选集》

### 小说
- 《痴心》

## 奖项
1989年，荣获第二届庄重文文学奖。